# Jaroslava Vymazalová
Jaroslava Vymazalová (1. ledna 1924 Bystřice pod Hostýnem – 25. června 1991 Sezimovo Ústí) byla česká operní pěvkyně.

## Životopis
Jaroslava Vymazalová se narodila 1. ledna 1924 v Bystřici pod Hostýnem. Úspěšně absolvovala reálné gymnázium v Olomouci a později tři roky navštěvovala Ústav moderních řečí v Praze. Dále také studovala zpěv u profesorky Jarmily Pěničkové.
V letech 1943 až 1945 byla angažována v Českém lidovém divadle v Brně a později po druhé světové válce v letech 1945 až 1948 účinkovala v pražském Divadle 5. května. Dne 1. srpna 1948 nastoupila jako sólistka do Opery Národního divadla, kde působila až do 31. prosince 1984. V roce 1968 byla jmenována zasloužilou umělkyní.
Jaroslava Vymazalová zemřela 25. června 1991 v Sezimově Ústí ve věku 67 let. Jejím manželem byl zpěvák Národního Divadla Ladislav Mráz.